# Hogna ericeticola
Espèce
Synonymes
- Lycosa ericeticola Wallace, 1942

Statut de conservation UICN

 DD : Données insuffisantes
Hogna ericeticola est une espèce d'araignées aranéomorphes de la famille des Lycosidae.

## Distribution
Cette espèce est endémique de Floride aux États-Unis,. Elle a été découverte dans le comté de Putnam.

## Publication originale
- Wallace, 1942 : A study of the Lenta group of the genus Lycosa, with descriptions of new aperies (Araneae, Lycosidae). American Museum Novitates, no 1185, p. 1-21 (texte intégral).